# El Alamein
El Alamein (tudi El Alamayn) (arabsko: العلمين, kar pomeni dve zastavi) je mesto na severu Egipta ob obali Sredozemskega morja. Mesto leži 106 km zahodno od Aleksandrije in 240 km severozahodno od Kaira. Mesto je postalo znano med drugo svetovno vojno, ko so se v njegovi okolici odvijali odločilni boji med zavezniki in nemškim afriškim korpusom. Do nedavnega je bila v mestu luka za transport nafte, zdaj pa se mesto razvija kot turistično območje. 
Leta 2007 je v njem prebivalo 7.397 prebivalcev. Podnebje tipično sredozemsko z vročimi poletji in toplimi zimami. El Alamein je znan tudi po odlično ohranjenem okolji in čistim zrakom, ki vsako leto privabi vse več turistov iz celega sveta. V mestu je vojni muzej posvečen vsem vojnam v severni Afriki ter kostnice nemških, italijanskih in britanskih vojakov, ki so padli v bojih za severno Afriko.